# David Möller
David Möller (* 13. Januar 1982 in Sonneberg) ist ein ehemaliger deutscher Rennrodler und heutiger politischer Beamter.
Bei den Rennrodel-Weltmeisterschaften 2004 in Nagano siegte er überraschend im Einsitzer und mit der Mannschaft. Ein Jahr später holte er bei den Weltmeisterschaften in Park City die Bronzemedaille. 2007 in Igls konnte er den Weltmeistertitel erneut erringen und auch Weltmeister im Teamwettbewerb werden. Hinzu kommt eine Bronzemedaille bei der Europameisterschaft 2006. Bei den Olympischen Spielen 2006 wurde er Fünfter. 2006 und 2007 wurde er Deutscher Meister. 2008 wurde er hinter Felix Loch Vize-Weltmeister in Oberhof.
Er ist in der Sportfördergruppe der Bundespolizei.
Am 14. Februar 2010 gewann Möller bei den Olympischen Spielen in Vancouver Silber im Einsitzer.
Im Jahr 2014 beendete David Möller seine Karriere.
Am 13. Mai 2025 wurde Möller zum Staatssekretär für Sport und Ehrenamt in der Thüringer Staatskanzlei ernannt.

## Erfolge

### Olympische Spiele
- 2010: Silbermedaille

### Weltmeisterschaften
- 2004: Goldmedaille
- 2005: Bronzemedaille
- 2007: Goldmedaille
- 2008: Silbermedaille

### Gesamtweltcup
| Saison  | Platz | Punkte |
| ------- | ----- | ------ |
| 2001/02 | 06.   | 0337   |
| 2002/03 | 05.   | 0381   |
| 2003/04 | 03.   | 0541   |
| 2004/05 | 03.   | 0478   |
| 2005/06 | 02.   | 0506   |
| 2006/07 | 02.   | 0705   |
| 2007/08 | 02.   | 0655   |
| 2008/09 | 02.   | 0659   |
| 2009/10 | 04.   | 0484   |
| 2010/11 | 04.   | 0500   |
| 2011/12 | 03.   | 0612   |
| 2012/13 | 03.   | 0607   |
| 2013/14 | 04.   | 0515   |

### Weltcupsiege
| Nr. | Datum         | Ort         | Bahn                                              |
| --- | ------------- | ----------- | ------------------------------------------------- |
| 1.  | 6. Dez. 2003  | Calgary     | Bob- und Rennschlittenbahn im Canada Olympic Park |
| 2.  | 4. Dez. 2004  | Lake Placid | Olympia-Bobbahn Lake Placid                       |
| 3.  | 12. Dez. 2004 | Calgary     | Bob- und Rennschlittenbahn im Canada Olympic Park |
| 4.  | 9. Dez. 2006  | Calgary     | Bob- und Rennschlittenbahn im Canada Olympic Park |
| 5.  | 14. Jan. 2007 | Oberhof     | Rennrodelbahn Oberhof                             |
| 6.  | 25. Nov. 2007 | Calgary     | Bob- und Rennschlittenbahn im Canada Olympic Park |
| 7.  | 9. Dez. 2007  | Winterberg  | Bobbahn Winterberg                                |
| 8.  | 21. Dez. 2009 | Whistler    | Whistler Sliding Centre                           |
| 9.  | 6. Jan. 2013  | Königssee   | Kombinierte Kunsteisbahn am Königssee             |
| 10. | 19. Dez. 2013 | Winterberg  | Bobbahn Winterberg                                |

| Nr. | Datum         | Ort            | Bahn                                  |
| --- | ------------- | -------------- | ------------------------------------- |
| 1.  | 20. Dez. 2003 | Lake Placid    | Olympia-Bobbahn Lake Placid           |
| 2.  | 25. Jan. 2004 | Innsbruck-Igls | Olympia Eiskanal Igls                 |
| 3.  | 4. Dez. 2004  | Lake Placid    | Olympia-Bobbahn Lake Placid           |
| 4.  | 2. Jan. 2005  | Oberhof        | Rennrodelbahn Oberhof                 |
| 5.  | 6. Jan. 2005  | Königssee      | Kombinierte Kunsteisbahn am Königssee |
| 6.  | 17. Dez. 2006 | Nagano         | Nagano City Bobsleigh and Luge Park   |
| 7.  | 7. Jan. 2007  | Königssee      | Kunsteisbahn Königssee                |
| 8.  | 11. Feb. 2007 | Winterberg     | Bobbahn Winterberg                    |
| 9.  | 6. Jan. 2008  | Königssee      | Kombinierte Kunsteisbahn am Königssee |
| 10. | 17. Feb. 2008 | Sigulda        | Rennrodel- und Bobbahn Sigulda        |
| 11. | 14. Dez. 2008 | Winterberg     | Bobbahn Winterberg                    |
| 12. | 4. Jan. 2009  | Königssee      | Kombinierte Kunsteisbahn am Königssee |
| 13. | 23. Jan. 2009 | Altenberg      | Rennschlitten- und Bobbahn Altenberg  |
| 14. | 17. Jan. 2010 | Oberhof        | Rennrodelbahn Oberhof                 |
| 15. | 5. Dez. 2010  | Winterberg     | Bobbahn Winterberg                    |
| 16. | 25. Nov. 2012 | Innsbruck-Igls | Kunsteisbahn Bob-Rodel Igls           |
| 17. | 6. Jan. 2013  | Königssee      | Kombinierte Kunsteisbahn am Königssee |

### Junioren-Weltmeisterschaften
- 2001: Goldmedaille
- 2002: Goldmedaille